# Ковальов Артем Володимирович
Ковальов Артем Володимирович (нар. 2 березня 1984, м. Веймар, Німеччина) — український телевізійний менеджер, генеральний директор ТОВ «УНІАН».
Кандидат у народні депутати від партії «Слуга народу» на парламентських виборах 2019 року, № 45 у списку. Безпартійний.
Офіційно проживає в місті Шостка Сумської області.

## Життєпис
Артем Ковальов народився 1984 року Він вчився на факультеті «Бізнес-адміністрування/менеджмент організацій» Міжнародного християнського університету.
Після закінчення вишу працював на посаді старшого експерта з аудиту ТОВ «Ернст енд Янг Аудиторські послуги». Потім на посаді генерального директора деякий час керував холдингом «Главред-медіа», що об'єднує журнал «Профиль» та сайт Glavred. Крім того, він був фінансовим директором нетелевізійних активів «1+1 медіа», активно брав участь у розвитку і модернізації ІА УНІАН.
2014 року був призначений генеральним директором інформаційного агентства «УНІАН», яке, як і «Главред-медіа», входить до холдингу «1+1 Media». Паралельно також обіймає посаду фінансового директора компанії «1+1 Інтернет».
Також Артем Ковальов є власником 0,086 % акцій телеканалу 1+1.

## Політична діяльність
Член Комітету Верховної Ради з питань транспорту та інфраструктури, голова підкомітету з питань річкового транспорту. Співголова групи з міжпарламентських зв'язків з Республікою Польща. За даними ЗМІ входить до групи Коломойського.
У вересні 2023 запропонував взяти на поруки Коломойського.